# Tag mitt liv (film)
Tag mitt liv (franska: Le Feu follet, "irrblosset") är en fransk dramafilm från 1963 i regi av Louis Malle och med Maurice Ronet i huvudrollen. Den handlar om en fransman som har återvänt från New York för att behandlas på en alkoholklinik i Versailles. Han är djupt deprimerad och besöker sina vänner i Paris för att se om något hos dem kan få honom att avstå från självmord.
Filmen bygger på Pierre Drieu la Rochelles roman Tag mitt liv från 1931. Inspelningen ägde rum i Paris och Versailles från 16 april till 1 juli 1963. Filmen hade premiär i Frankrike den 16 oktober 1963. Sverigepremiären ägde rum den 21 september 1964.
Den vann juryns stora pris vid filmfestivalen i Venedig 1963.

## Medverkande
- Maurice Ronet – Alain Leroy
- Lena Skerla – Lydia
- Yvonne Clech – Mademoiselle Farnoux
- Hubert Deschamps – d'Averseau
- Jean-Paul Moulinot – La Barbinais
- Mona Dol – Madame La Barbinais
- Pierre Moncorbier – Moraire
- Rene Dupuy – Charlie
- Bernard Tiphaine – Milou
- Bernard Noël – Dubourg
- Ursula Kübler – Fanny
- Jeanne Moreau – Jeanne